# Banho e Carvalhosa
Banho e Carvalhosa ist eine Gemeinde (Freguesia) im portugiesischen Kreis Marco de Canaveses. In ihr leben 1074 Einwohner (Stand 19. April 2021).